# Kyselina křemičitá

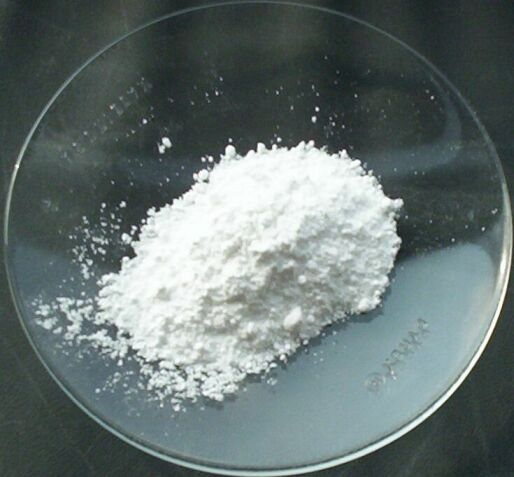
Příklad prášku kyseliny křemičité.

Jako kyselina křemičitá se označuje skupina sloučenin o obecném složení [SiOx(OH)4-2x]n .
Je známo velmi mnoho různých křemičitanů, ale příslušné kyseliny k nim nejsou většinou známy. Pouze dvě tyto kyseliny byly experimentálně zjištěny [zdroj?] – kyselina křemičitá, nazývaná též metakřemičitá, a kyselina ortokřemičitá. 

## Kyselina metakřemičitá
Vzorec této kyseliny je H2SiO3. Její molární hmotnost je 78,1 g/mol. Tato kyselina existuje pouze experimentálně, protože rychle odštěpuje vodu, jelikož atom křemíku má malou schopnost na sebe vázat více hydroxylových skupin. Můžeme ji prokázat v produktech hydrolýzy chloridu křemičitého nebo rozkladem křemičitanu sodného kyselinou chlorovodíkovou nebo sírovou. její molekuly se však rychle kondenzují. Má velkou schopnost tvořit koloidní roztoky. Její soli se nazývají křemičitany (metakřemičitany). 

## Kyselina ortokřemičitá
Je druhou známou kyselinou křemičitou. Podobně jako kyselina metakřemičitá existuje pouze přechodně. Její vzorec je H4SiO4. Podle svého vzorce by se také mohla nazývat kyselina tetrahydrogenkřemičitá. Její molární hmotnost je 96,1 g/mol. Možná je produktem hydrolýzy jejího esteru Si(OC2H5)4. Podobně jako kyselina metakřemičitá má velkou schopnost tvořit koloidní roztoky. Její soli se nazývají ortokřemičitany.

## Křemičitany
Křemičitany jsou soli kyselin křemičitých. Velká část křemičitanů má složité složení. Některé křemičitany: zirkon, phenakit, granát, topaz, thortveitit, beryl, enstatit, tremolit, mastek, kaolinit, nephelin. Kaolinit je v čisté podobě kaolin. Mezi křemičitany patří také sklo a cement. Některé křemičitany jsou součástí půd. Samotná kyselina křemičitá (v podstatě v různém stupni hydrátovaný oxid křemičitý) tvoří dva minerály: opál a pazourek, oba jsou amorfní.